# Ephemera sachalinensis
Ephemera sachalinensis is een haft uit de familie Ephemeridae. De wetenschappelijke naam van de soort is voor het eerst geldig gepubliceerd in 1911 door Matsumura.
De soort komt voor in het Palearctisch gebied.